# Старостит, Илмар
Илмар Старостит (латыш. Ilmārs Starostīts; род. 30 мая 1979, Резекне) — латвийский шахматист, гроссмейстер (2010).

## Биография
Родился 30 мая 1979 года в Резекне, Латвийская ССР. В шахматы начал играть в детстве. 
С 1993 по 1999 год Илмар Старостит представлял Латвию на различных международных юношеских соревнованиях по шахматам, а в 2002 году первый раз выиграл чемпионат Латвии по шахматам, а в 2022 году повторил этот успех. 
Три раза представлял команду Латвии на шахматной олимпиаде (2002, 2012, 2024) — играл на второй и первой резервных досках и один раз играл за команду Латвии на командном чемпионате Европы (2011) на четвёртой доске. 
Был призёром и победителем многих международных турниров, в том числе в 2010 году выиграл Stockholm Elo Challenge (Швеция) и был вторым на Ferrol Rodrigo Memorial (Испания).

## Изменения рейтинга
| Графики недоступны из-за технических проблем. См. информацию на Фабрикаторе и на mediawiki.org. |